# Victor Turner
Pour les articles homonymes, voir Victor Turner (fonctionnaire) et Turner.
Victor Witter Turner, né à Glasgow, le 28 mai 1920, décédé le 18 décembre 1983, est un anthropologue britannique, connu pour ses travaux sur l'étude des symboles, des rituels, des rites de passage et de la dramaturgie. Tout comme Clifford Geertz, il est souvent rattaché à l'école de l'anthropologie symbolique (en). 
Son étude des rites de passages l'ont amené à élaborer davantage les travaux d'Arnold Van Gennep, en mettant l'accent sur l'aspect liminal dans lequel est le sujet du rituel. Il n'est en effet plus un membre de la société, et n'est pas encore intégré à celle-ci.
Après avoir reçu un B.A. en Anthropologie à l'âge de 29 ans, Turner quitta Londres pour rejoindre le département d'anthropologie de l'université de Manchester créé par Max Gluckman. Grâce au Rhodes-Livingstone Institute, Turner fait son terrain de recherche chez les Ndembu de Zambie (alors Rhodésie du Nord). Il commença par étudier les questions démographiques et économiques de la tribu mais s'intéressa rapidement aux rituels.

## Quelques publications
- The Forest of Symbols. Aspects of Ndembu Ritual, Ithaca, Cornell University Press, 1967.
- The Drums of Affliction. A study of religious process among the Ndembu of Zambia [fr. : Les Tambours d'affliction. Analyse des rituels chez les Ndembu de Zambie, Paris, Gallimard, coll. "Bibliothèque des Sciences humaines", 1972]
- Schism and Continuity in an African Society (1968)
- The Ritual Process: Structure and Anti-Structure (1969) [fr. : Le Phénomène rituel. Structure et contre structure, Paris, P.U.F., 1990]
- Dramas, Fields, and Metaphors. Symbolic Action in Human Society, Ithaca, Cornell University Press, 1974.
- Image and Pilgrimage in Christian Culture (1978), en collaboration avec Edith L. B. Turner
- From Ritual to Theatre: The Human Seriousness of Play (1982)
- Liminality, Kabbalah, and the Media (1985)
- The Anthropology of Performance (1986)
- The Anthropology of Experience (1986)